# Институт ИМС
Институт за испитивање материјала а.д. (скраћено: Институт ИМС) из Београда, једна је од водећих научно-истраживачких организација у Србији. Институт ИМС наставља традицију Завода за испитивање материјала, основаног 1929. године, а у садашњем облику основан је након Другог светског рата. Током своје дуге и богате историје, Институт ИМС је учествовао у највећим грађевинским пројектима, како у земљи, тако и у иностранству и за то време је стекао репутацију независне истраживачке и консултантске организације.
Основна делатност Института ИМС обухвата бројне области у оквиру основних и примењених научних дисциплина у грађевинарству, као и у енергетици, машинству и процесној индустрији.
Институт ИМС је акредитован као истраживачко-развојни институт у области техничко-технолошких наука. Истраживачки кадар је, поред редовних послова, ангажован и на истраживачким пројектима, сарађује са великим бројем сродних институција, организује велики број научно-стручних скупова, публикује резултате истраживања у међународним и домаћим часописима и примењује развијена техничка решења и патенте.
Снага Института ИМС није само у бројним лабораторијама, већ и у разноврсним специјалистичким услугама које пружа, попут сопствених решења технологије грађења и система преднапрезања. Институт ИМС својом мултидисциплинарошћу од оснивања до данас представља референтну институцију за све области грађевинарства и индустрије грађевинских материјала.
Институт послује као акционарско друштво. У структури капитала учествује Република Србија 72% и 28% мали акционари. Институт ИМС поседује сертификован систем управљања квалитетом и има највећи обим акредитације испитних и метролошких лабораторија.

## Оснивање и историја
Историја примењених истраживања у грађевинарству и испитивања материјала и конструкција на овим просторима дуга је скоро стотину година, а Институт ИМС, као чувар континуитета те традиције, представља најстарију научно-истраживачку институцију у Србији.
1929. При Министарству грађевина Краљевине Југославије отпочео је са радом Завод за испитивање материјала, са задатком да обавља контролна испитивања грађевинских материјала за објекте под надзором Министарства и других подручних установа на територији целе земље. У исто време је постојао је и одсек за мостове, који је важан део у развоју грађевинског конструктерства у Југославији. По окончању Другог светског рата, Завод је наставио рад у оквиру Министарства грађевина ФНРЈ, и то на задацима контроле квалитета, док је Одсек за мостове, под вођством инжењера  Бранка Жежеља, окупио врсне стручњаке и посветио се обнови порушених мостова.
1947. Донето је решење о оснивању Грађевинског института при Министарству грађевина ФНРЈ у чији састав је ушао и Завод за испитивање материјала.
1948. Институт је издвојен из Министарства у посебну јединицу за чијег директора је постављен инжењер Бранко Жежељ. Институт је започео рад са скромном екипом сарадника. Како су поред Грађевинског института, као језгро будуће организације формирани сви институти, заводи и лабораторије, који су касније наставили рад као организационе целине Института за испивање материјала, ова година се сматра годином настанка Института ИМС.
1950. Институт је преименован у Савезни институт за грађевинарство при Савезној планској комисији, са истим директором на челу. 
1951. На иницијативу проф.др Мирка Роша, дугогодишњег председника института ЕМПА из Цириха и члана САН у оквиру Српске академије наука, отпочеле су припреме за оснивање новог Института за испитивање материјала и конструкција. Исте године Бранко Жежељ, директор Савезног института за грађевинарство, поднео је предлог Министру грађевина НР Србије да нови Институт за испитивање материјала у Београду буде образован фузијом већ постојећих института, лабораторија и Завода за испитивање материјала у Београду. Током ове године вођени су преговори који су на крају довели до спајања постојећих установа: Савезног института за грађевинарство са Заводом за испитивање материјала, Грађевинског института НРС, Механичко-технолошког института НРС, Одељења Геобетон Хидроенергетског завода (Институт Јарослав Черни), Физичко-хемијске лабараторије Савезне планске комисије и њене добро опремљене машинске радионице за израду прототипова. Први потпуно преднапрегнути бетонски монтажни објекат код нас била је хала за испитивање конструкција Института ИМС на Сењаку. Прве велике бетонске конструкције изведене применом ИМС система су хале железаре у Сиску, пројектоване 1950-1951.
1952. Првог априла, основан је Институт за испитивање материјала Српске академије наука за индустрију и грађевинарство. За управника је именован Мирко Рош, а за његовог заменика Бранко Жежељ.
1953. Институт је издвојен из САН и постао установа са самосталним финансирањем, а средином 1954 на његово чело је постављен Бранко Жежељ.
1956-1962. Изграђене су три значајне грађевине рекордних размера. То су конструкције хале 1 Београдског сајма, моста преко Тисе у Тителу и моста преко Дунава у Новом Саду. Изграђене су по пројектима и програмима под непосредим руководством Института.
1975. Мост преко Дунава код Бешке, јединствен је, како по примени новог концепта изградње гредних мостова од преднапрегнутог бетона, тако и по тадашњем светском рекорду распона главног отвора од 210 m.
1976-1990. Преднапрезање челичних ужади омогућио је Систем СПБ, чији је аутор Бранимир Грујић. 
1992. Систем за преднапрезање СПБ СУПЕР, на којем ради Институт ИМС, базиран је на ужадима Ø 15,2 и Ø 15,7 mm, називне чврстоће 1770 и 1860 N/mm2. Савремени системи преднапрезања СПБ и СПБ СУПЕР примењени су у изградњи највећих објеката у земљи: Београдска арена, пешачки мост преко Саве у Сремској Митровици, Хангар ЈАТ на сурчинском аеродрому, Авалски торањ, бројни силоси, хладњаче водоторњеви, спортске дворане, мостови, стазе за атхезивно преднапрезање, геотехничка сидра. ИМС технологија грађења (позната и као Систем ИМС- Жежељ) је најзначајнији систем индустријализованог грађења који је примењен у бившој Југославији. Уједно то је највећи југословенски допринос грађевинарству на глобалном нивоу. Развој јединственог система префабрикованог грађења стамбених и других објеката, чијом је применом обезбеђен дом за за стотине хиљада људи, је животно дело професора Жежеља, важније од великих инжењерских остварења светског гласа.
Ради се о накнадно преднапрегнутој скелетној конструкцији, чији се основни елементи од армираног бетона (стубови,таванице, ивични носачи идр.) производе у посебним калупима, а затим на градилишту монтирају и повезују у целину накнадним преднапрезањем системских греда (формираних између префабрикованих елемената) помоћу челичних жица (касније ужади).
Највећи део укупног стамбеног фонда изграђеног у бившој Југославији изведен је управо применом ове технологије-велики делови Новог Београда, Новог Сада и других градова никли су за веома кратко време захваљујући примени ИМС технологије грађења.
Међународну репутацију Институту ИМС је донео управо преднапрегнути скелетни систем од префабрикованих армирано-бетонских елемената, примењен  у изградњи  више стотина хиљада станова у бившој СФРЈ и широм света. Трансфери технологије реализовани су широм света, како у несврстаним земљама и Источној Европи, тако и у земљама Западне Европе и на Далеком Истоку. Успешно је испоручено двадесетак производних погона у земљама као што су Ангола, Аустрија, Бугарска, Кина, Куба, Египат,  Етиопија, Грузија, Мађарска, Италија, Филипини, Румунија, Русија, Украјина.
Систем ИМС поседује сертификате различитих институција у свету, попут Министарства за јавне радове Италије, Министарства грађевине Кубе,ТбилЗНИЕП института Грузије, ЕМИ из Мађарске, Централног института за научно истраживање и пројектовање-Експерименталног института за градњу сложених грађевина Русије, Института за истраживање у грађевинарству Министарства грађевинарства Кине. Организација уједињених нација, односно УНДП и УНОПС, уврстили су Систем ИМС у портфолио технологија чији имплементацију промовишу широм света.
Захваљујући добро осмишљеном програму делатности, најсавременијој опреми и квалитетном кадру, ИМС је постао водећа институција такве врсте у региону. Институт је представљао развојни центар за многе индустрије, укључујући цементну, дрвну, ливарску, металопрерађивачку, као и индустрију бетонских префабриката. Институт је био међу водећим у земљи у изградњи савремених путева, развоју механике тла и фундирања, развоју грађевинских машина, лабораторијске опреме и др.
Стручњаци института ИМС обавили су испитивања више хиљада мостова и других инжењерских конструкција, а консултантским услугама су пропратили више стотина ремонта термо и хидро-електрана и багера на површинским коповима. У оквиру развоја технологије грађења, у Институту ИМС је оспособљено више од 2500 радника и стручњака за грађење објеката од претходно напрегнутог бетона, а под патронатом Института ИМС успостављено је више десетина лабораторија за бетон у земљи.

## Делатност
Основна идеја приликом оснивања Института ИМС била је потреба за јединственом институцијом, која би се поред истраживања и развоја, бавила и редовном контролом сировина, полупроизвода и производа грађевинске и металске индустрије.
Данас, Институт за испитивање материјала учествује у готово свим значајним грађевинским подухватима у Србији, у фази пројектовања, контроле, испитивања и надзора, као и у раду на оцени стања и ревитализацији хидро и термо-енергетских постројења.
Снага Института ИМС није само у бројним лабораторијама, већ и у разноврсним специјалистичким услугама које пружа, попут сопствених решења технологије грађења и система преднапрезања. Институт својом мултидисциплинарошћу од оснивања до данас представља референтну институцију за све области грађевинарства и индустрије грађевинских материјала.
Вишедеценијска традиција професионалног деловања у наведеним областима, низ изведених објеката у земљи и иностранству, најсавременија опрема и специјализовани високостручни кадар, препоручили су нас као поузданог партнера великом броју значајних инвеститора, извођачких фирми и консултаната и донели бројна признања.
Институт за испитивање материјала је акредитован као истраживачко-развојни институт у области техничко-технолошких наука (грађевинарство, машинство, енергетика), где постиже значајне резултате у основним и примењеним истраживањима, преноси освојена знања у привреду, школује кадрове и инвестира у истраживачку инфраструктуру. Истраживачки кадар је, поред редовних послова, ангажован и на истраживачким пројектима, сарађује са великим бројем сродних институција, организује велики број научно-стручних скупова, публикује резултате истраживања у међународним и домаћим часописима и примењује развијена техничка решења и патенте.
Институт ИМС је једини представник из Србије у Европској мрежи грађевинских истраживачких института (ЕНБРИ), као једини члан овог удружења врхунских европских институција из земље ван Европске уније.
Са својом традицијом, изузетним кадровским потенцијалом, опремом и техничким средствима којима располаже, мисија Института ИМС је да пружи високостручне услуге у домену своје делатности, односно да истраживачко-развојним, контролним и експерименталним активностима приближи  грађевинску и металску индустрију и енергетику Србије и региона савременим европским захтевима и стандардима.
Од оснивања, рад Института ИМС је усмерен на различите области:
- Научно-истраживачка делатност и развој у грађевинарству и производњи грађевинских материјала, енергетици, машинству, процесној индустрији и другим областима
- Лабораторијска испитивања и истраживања материјала и производа
- Испитивање и истраживање грађевинских и машинских конструкција
- Контролисање електроенергетских постројења и објеката и опреме под притиском
- Геотехничка истраживања и испитивања терена
- Развој и примена технологија грађења и система преднапрезања
- Израда и контрола свих фаза пројектне документације
- Консултантске услуге и стручни надзор
- Сертификација грађевинских производа
- Испитивање оспособљености испитних лабораторија

## Организационе целине
Институт је подељен на више пословних центара који обухватају различите области делатности.

### Центар за материјале
- Централна лабораторија за испитивање материјала:
  - Лабораторија за камен и агрегат
  - Лабораторија за грађевинску керамику
  - Лабораторија за бетон
  - Лабораторија за везива, хемију и малтере
  - Лабораторија за топлотну технику и заштиту од пожара
  - Лабораторија за дрво и синтетичке материјале
  - Лабораторија за хидроизолацију и антикорозивну заштиту
  - Лабораторија за акустику и вибрације

- Метролошка лабораторија за акустику и вибрације
- Одељење за заштиту животне средине

### Центар за метале и енергетику
- Одељење за контролу опреме и механичко технолошка испитивања
- Лабораторија за испитивање метала
- Метролошка лабораторија за механичке величине

### Центар за путеве и геотехнику
- Одељење за геотехнику и надзор
- Одељење за контролна и теренска испитивања
- Одељење за пројектовање саобраћајница
- Лабораторија за путеве и геотехнику

### Центар за конструкције и преднапрезање
- Одељење за преднапрезање
- Одељење за пројектовање, надзор и санације
- Лабораторија за испитивање конструкција

Поред четири пословна центра, рад у Институту ИМС је организован и у низу мањих организационих целина, које су оперативно директно везане за рад пословних центара и Института:
- Научно-истраживачки блок[2]
- Сертификационо тело за сертификацију грађевинских производа
- Сертификационо тело за сертификацију особа
- Контролно тело
- Провајдер за испитивање оспособљености
- Служба за интегрисане системе менаџмента
- Тело за техничко оцењивање
- Заједничке службе

## Чланови САНУ из Института ИМС
Петорица сарадника Института су постали чланови Српске академије наука и уметности. Тако достигнут највиши ниво стручног и друштвеног признања добили су управо за рад на пројектима Института ИМС.
На првом месту, то је светски признати великан Мирко Рош, први управник Института за испитивање материјала Српске академије наука (САНУ), који је поставио делатности и унутрашњу организацију Института. Још познатији је Бранко Жежељ, чије је име синоним за ову кућу, у којој је реализовао сва своја најзначајнија дела и чији је рад донео Институту велики међународни углед. Редовни чланови САНУ били су и Бошко Петровић и Душан Миловић, а Борислав Закић је био дописни члан.

## Издавачка делатност
Већ од првих година свог постојања, Институт ИМС је много полагао на публиковање резултата свог рада, са циљем да се стручној публици прикажу високи домети примењених истраживања и пројеката, као и реализовани објекти. Периодична издања са научним и стручним радовима публикована су под називима: Саопштења, Билтен Института ИМС, Билтен Центра за становање и Билтен Центра за преднапрегнути бетон.
Бројне публикације имале су за циљ да стручној публици прикажу високе домете примењених истраживања и пројеката, као и реализоване објекте. Данас представљају драгоцено сведочанство не само о раду сарадника Института, већ и о укупном стању и начину рада и размишљања у грађевинарству и архитектури тог времена.
Институт ИМС дуги низ година има праксу публиковања резултата свог рада. Преглед научних и стручних резултата објављује се редовно од 2009. године у истоименој годишњој публикацији, у којој се могу пронаћи одабране реализоване референтне услуге и апстракти научних радова и других публикација сарадника Института ИМС.
Бројни зборници радова са научних и стручних скупова, на којима је Институт организатор или  суорганизатор, али и високо рангирани часописи које Институт подржава, показатељи су стања у његовим делатностима.
Институт ИМС је суиздавач научног часописа Друштва за интегритет и век конструкција. Резултати рада сачувани су и приказани и у различитим промотивним материјалима, доступним у дигиталном облику на интернет страници Института ИМС, као и на филмским записима.
Током 2022. године Институт ИМС се активно укључио у пројекат Отворена наука, чији је циљ слободан приступ научном знању и резултатима истраживања. Дигитални репозиторијум публикација сарадника Института ИМС у електронском формату доступан је под називом РИМС.
Институт ИМС поседује библиотеку са великим књижним фондом, који чине периодика и друге стручне публикације из свих области грађевинарства и технологије материјала. Посебну вредност представља богата збирка домаћих и страних публикација из првих деценија рада Института, где се налазе прикази резултата рада и стручних домета његових оснивача и најзначајнијих личности, као документ и сведочанство позиције Института у односу на стање технике и трендова развоја и истраживања у свету. Фонд библиотеке се константно повећава приливом нових, одабраних, публикација из области делатности Института.